# Dodge Center
Dodge Center é uma cidade localizada no estado americano de Minnesota, no Condado de Dodge.

## Demografia
Segundo o censo americano de 2000, a sua população era de 2226 habitantes.
Em 2006, foi estimada uma população de 2567, um aumento de 341 (15.3%).

## Geografia
De acordo com o United States Census Bureau tem uma área de
4,9 km², dos quais 4,9 km² cobertos por terra e 0,0 km² cobertos por água. Dodge Center localiza-se a aproximadamente 356 m acima do nível do mar.

## Localidades na vizinhança
O diagrama seguinte representa as localidades num raio de 16 km ao redor de Dodge Center.